# NGC 374
NGC 374 es una galaxia espiral de la constelación de Piscis.
Fue descubierta el 7 de octubre de 1861 por el astrónomo Heinrich Louis d'Arrest.